# The Parsifal Mosaic
The Parsifal Mosaic of Het Parsifal Mozaïek zoals het in het Nederlands verschenen is, is een boek van auteur Robert Ludlum uit 1982.

## Verhaal
Michael Havelock (geboren Mikhail Havliček) kon zijn geliefde Jenna Karras zien vluchten langs het maanverlichte strand van Montebello langs de Costa Brava.
Ze werd achterna gezeten door leden van de Baader-Meinhof-groep. Ze hadden opdracht gekregen deze spion, lid van het beruchte VKR, te elimineren. Als gevreesde terroriste van de geheimzinnige onderafdeling van de Russische KGB moest ze sterven. Er was geen andere keuze. Ze wist te veel en was zelf een meedogenloze moordenaar.
Hoewel Michael en Jenna droomden van een normaal leven samen, luidop over hun kinderwens spraken, was er geen andere uitweg mogelijk. Het verraad was te groot.
Michael herkende een van de moordenaars, maar kon er geen naam op kleven. Wat deed het er toe?
Hij moest eruit. Hij zou het leven als CIA-agent opzeggen en geschiedenisleraar worden. Het werd hem te veel.
Michael Havelock besloot om onmiddellijk terug te keren naar de Verenigde Staten van Amerika en zijn ontslag aan te bieden. Na 12 dagen onderzoek kreeg hij zijn gevraagde ontslag, met een gouden handdruk. Eénmaal buiten ontmoette hij Harry Lewis, een oude studiemakker van Princeton, die het ondertussen tot hoofd van faculteit Politicologie had geschopt. Deze stelde hem voor om bij hem op de universiteit te komen werken. Een aanbod dat Michael wel aangenaam leek, maar zolang hij niet toegelaten werd, besloot hij in Europa rond te reizen. De plaatsen die hij als geheim agent had gezien, zag hij meestal 's nachts. Ontmoetingen met louche figuren, maanverlichte achteraf-straatjes, nee, Michael had duidelijk niet het juiste beeld van dit prachtige continent. Voor hij definitief zou beginnen als leraar, zou hij eerst enkele weken rondzwerven en deze prachtige plaatsen bezoeken.